# Baljkovac
Baljkovac (izvirno srbsko Баљковац) je naselje v Srbiji, ki upravno spada pod Občino Pivara; slednja pa je del Šumadijskega upravnega okraja.

## Demografija
V naselju, katerega izvirno (srbsko-cirilično) ime je Баљковац, živi 506 polnoletnih prebivalcev, pri čemer je njihova povprečna starost 40,8 let (40,0 pri moških in 41,4 pri ženskah). Naselje ima 233 gospodinjstev, pri čemer je povprečno število članov na gospodinjstvo 2,67.
To naselje je, glede na rezultate popisa iz leta 2002, večinoma srbsko, a v času zadnjih treh popisov je opazno zmanjšanje števila prebivalcev.
|  |

| Demografija | Demografija     | Demografija     |
| Leto        | Št. prebivalcev | Št. prebivalcev |
| ----------- | --------------- | --------------- |
|             |                 |                 |
|             |                 |                 |
|             |                 |                 |
|             |                 |                 |
| 1948        | 693             |                 |
| 1953        | 700             |                 |
| 1961        | 658             |                 |
| 1971        | 612             |                 |
| 1981        | 640             |                 |
| 1991        | 623             | 622             |
| 2002        | 624             | 621             |
|             |                 |                 |

| Etnična sestava po popisu iz leta 2002 | Etnična sestava po popisu iz leta 2002 | Etnična sestava po popisu iz leta 2002 | Etnična sestava po popisu iz leta 2002 | Etnična sestava po popisu iz leta 2002 |
| -------------------------------------- | -------------------------------------- | -------------------------------------- | -------------------------------------- | -------------------------------------- |
| Srbi                                   | Srbi                                   |                                        | 620                                    | 99,83%                                 |
| Neznano                                | Neznano                                |                                        | 1                                      | 0,16%                                  |